# Genzaburō Noguchi
Genzaburō Noguchi (野口 源三郎) (24 août 1888 – 16 mars 1967) est un décathlonien qui participe aux Jeux olympiques d'été de 1920 où il termine à la 12e place. Il devient plus tard professeur d'éducation physique dans différentes universités comme l'université d'éducation de Tokyo (actuelle université de Tsukuba) et l'université de Saitama, contribuant au développement de la pratique de l'athlétisme au Japon.